# Borysiwka (obwód żytomierski)
Borysiwka (ukr. Борисівка) – wieś na Ukrainie, w obwodzie żytomierskim, w rejonie zwiahelskim, w hromadzie Zwiahel. W 2001 liczyła 421 mieszkańców, spośród których 420 wskazało jako ojczysty język ukraiński, a 1 białoruski.